# 17926 Jameswu
17926 Jameswu (1999 GA18) là một tiểu hành tinh vành đai chính được phát hiện ngày 15 tháng 4 năm 1999 bởi Nhóm nghiên cứu tiểu hành tinh gần Trái Đất phòng thí nghiệm Lincoln ở Socorro.